# Рики Джървейс
Рики Ден Джървейс (на английски: Ricky Dene Gervais) е английски комик, актьор, сценарист, режисьор, филмов продуцент и бивш певец, радиоводещ в алтернативното радио Xfm и музикален мениджър. Носител е на 7 награди БАФТА, 2 Еми, Златен глобус и други. През 2007 г. Британският Чанъл 4 го поставя на 11 място в листата на най-великите комични изпълнения, а американското списание Таймс го включва в списъка на най-влиятелните хора в света през 2010.

## Биография
Роден е на 25 юни 1961 г. в Рединг, Великобритания. Баща му, Лоурънс /френски канадец/ емигрира в Обединеното кралство по време на втората световна война и среща майка му Ева София по време на режим на тока.
Рики имал намерение да учи биология, но скоро решава да промени това и завършва философия. Учи в Университетски колеж Лондон от 1980 г., където среща и бъдещата си спътница в живота. В периода 1982 – 1984 г. е част от ню уейв дуета Seona Dancing, който издава два сингъла – „More to Lose“ и „Bitter Heart“. Работи и като мениджър на Suede.
Участва в сатиричното телевизионно предаване „The 11 O'Clock Show“ (1998 – 2000), а от 2001 г., заедно със Стивън Мърчант и Карл Пилкингтън, създава седмичния забавен подкаст „The Ricky Gervais Show“, който по-късно е преработен в анимационен сериал и излъчван по HBO и Channel 4. Шоуто е изключително успешно и през януари и февруари 2006 чупи рекордите на Гинес за най-много пъти свален подкаст.
Отново през 2001 г. двамата с Мърчант създават ситкома „Офисът“, който се излъчва в продължение на два сезона. Ситкомът е адаптиран за няколко чуждестранни пазара, а американската версия се състои от 201 епизода, като неговата роля се изпълнява от Стив Карел.
Следват сериалите „Extras“ (2005 – 2007), „An Idiot Abroad“ (2010 – 2012), „Life's Too Short“ (2011 – 2013) и „Derek“ (2012 – 2014).
Джървейс е водещ на 67-ите, 68-ите, 69-ите, 73-тите и 76-ите награди Златен глобус.
Той също написва и озвучава епизод на Симпсънс /Това е жена ти/. Епизодът регистрира най-високият рейтинг, който СКАЙ 1 някога е регистрирал.
Рики Джървейс е запален защитник на правата на хомосексуалните, правата на животните, той е хуманист и атеист.
На 3 септември 2019 е награден с наградата Ричард Доукинс / за хора, които пропагандират рационализъм и неутралност на държавата по отношение на религията с подпомагани от науката данни, какъвто и да е крайният резултат/.
Той е фен на Дейвид Бауи, Лу Рийд и Иги Поп.

## Филмография

### Кино
| Година | Заглавие на български                | Оригинално заглавие                            | Роля               | Режисьор                             | Бележки |
| ------ | ------------------------------------ | ---------------------------------------------- | ------------------ | ------------------------------------ | ------- |
| 2001   |                                      | Dog Eat Dog                                    | охранител          |                                      |         |
| 2005   | „Храбрият гълъб“                     | Valiant                                        | Бъгси (глас)       | анимационен филм                     |         |
| 2006   |                                      | For Your Consideration                         | Мартин Гиб         |                                      |         |
| 2006   | „Нощ в музея“                        | Night at the Museum                            | д-р Макфи          |                                      |         |
| 2007   | „Звезден прах“                       | Stardust                                       | Ферди              |                                      |         |
| 2008   | „Градът на духовете“                 | Ghost Town                                     | д-р Бъртрам Пинкъс |                                      |         |
| 2009   | „Нощ в музея 2“                      | Night at the Museum: Battle of the Smithsonian | д-р Макфи          |                                      |         |
| 2009   | „Раждането на лъжата“                | The Invention of Lying                         | Марк Белисън       | също режисьор, сценарист и продуцент |         |
| 2010   |                                      | Cemetery Junction                              | Лен Тейлър         | също режисьор и сценарист            |         |
| 2011   | „Деца шпиони: Краят на времето“      | Spy Kids: All the Time in the World            | аргонавт (глас)    |                                      |         |
| 2013   | „Бягство от планетата Земя“          | Escape from Planet Earth                       | Джеймс Бинг (глас) | анимационен филм                     |         |
| 2014   | „Мъпетите 2“                         | Muppets Most Wanted                            | Доминик            |                                      |         |
| 2014   | „Нощ в музея: Тайната на гробницата“ | Night at the Museum: Secret of the Tomb        | д-р Макфи          |                                      |         |
| 2015   | „Малкият принц“                      | The Little Prince                              | суетният (глас)    | анимационен филм                     |         |
| 2016   |                                      | Special Correspondents                         | Иън Финч           | също режисьор и сценарист            |         |
| 2016   |                                      | David Brent: Life on the Road                  | Дейвид Брент       | също режисьор и сценарист            |         |